# 1274 w literaturze
Wydarzenia literackie w 1274 roku.

## Zmarli
- Święty Bonawentura, włoski pisarz
- Tomasz z Akwinu, święty i pisarz